# The Sisterhood
The Sisterhood – krótkotrwały projekt muzyczny, powstały za sprawą Andrew Eldritcha. Oprócz samego Eldritcha, który był autorem i producentem wszystkich utworów, oraz automatu perkusyjnego zwanego Doktor Avalanche, w skład projektu weszli także: Lucas Fox (perkusja), Patricia Morrison (gitara basowa oraz śpiew), James Ray (gitara i śpiew) a także Alan Vega (z zespołu Suicide) (syntezator oraz śpiew).

## Historia
Zespół został utworzony w roku 1985 przez Andrew Eldritcha po rozpadzie pierwotnego składu The Sisters of Mercy. Podczas nagrywania drugiej studyjnej płyty gitarzysta Wayne Hussey zażądał większej władzy w zespole i zakwestionował kierunek, w jakim zmierzała muzyka grupy. Po kłótni z Eldritchem, ten miał powiedzieć: niepotrzebni mogą odejść. Razem z Husseyem zespół opuścił basista Craig Adams. Postanowili kontynuować działalność pod nazwą The Sisterhood oraz grać utwory pierwotnie wykonywane przez zespół The Sisters of Mercy. Nazwę zapożyczono od ekipy najwierniejszych fanów jeżdżących za Siostrami podczas tras koncertowych. Hussey i Adams
Zaczęli grywać koncerty jako Sisterhood. Jedyny, pozostały w tym momencie członek The Sisters of Mercy, Andrew Eldritch, nie chciał na to pozwolić. Oprócz możliwych czynności prawnych, dążących do zablokowania możliwości używania takiej nazwy przez byłych członków, Eldritch sam stworzył projekt, który nazwał identycznie oraz postanowił wyprzedzić byłych muzyków w nagraniach. Dzięki temu mógł udowodnić swoje prawa do nazwy "The Sisterhood", gdyż uważał ją za nazbyt zbliżoną do "The Sisters of Mercy".

## Giving Ground
W związku z powyższym, Eldritch bardzo szybko stworzył projekt, który również nazwał The Sisterhood. Zaangażował do niego Patricię Morrison byłą basistkę zespołu The Gun Club (a niebawem członkinię The Sisters of Mercy) oraz Alana Vegę z Nowego Jorku, członka zespołu Suicide.
Pierwszym wydawnictwem sygnowanym nazwą projektu, był 7-calowy singel noszący tytuł "Giving Ground". Został wyprodukowany przez Andrew Eldritcha oraz Lucasa Foxa (znanego z pierwszego składu Motörhead). Na samym singlu znalazła się jedynie tytułowa piosenka w dwóch wersjach. Obie wersje są jednak różne od tej, która, w efekcie końcowym jest zamieszczona na albumie "Gift".

## Gift
Następnym krokiem poczynionym przez "The Sisterhood" było wydanie albumu długogrającego zatytułowanego Gift, w roku 1986 przez podległą Eldritchowi wytwórnię Merciful Release. Płyta ta została nagrana w przeciągu jednego tygodnia. Sama płyta zawierała znany już utwór "Giving Ground" oraz cztery inne kompozycje. Słowo, które jest użyte na tytuł płyty, ma dwa kompletnie różne znaczenia w języku niemieckim oraz angielskim, pomimo wspólnych korzeni tych dwóch języków. W angielskim "Gift" – oznacza "prezent", natomiast w niemieckim słowo to znaczy "trucizna". Wiadomo też, że Eldritch zna oba te języki, dlatego też można domniemywać, że wybranie takiego tytułu, to nie był przypadek. Prawdopodobnie cała treść album jest personalnym atakiem w kierunku dwóch byłych członków zespołu. Świadczą o tym teksty zawarte na albumie. Jednakże, sam album nie jest nazbyt wyrafinowany muzycznie, a teksty są często monotonnie powtarzanymi słowami pozornie niemające sensu. Całość jednak daje wyraźny obraz, albumu który jest zemstą za próbę zagarnięcia w nieuczciwy sposób, nienależnej sławy. (W szczególności, chodzi tu o Wayne'a Husseya, który był bardzo krótko członkiem zespołu).
W utworze "Jihad" Patricia Morrison kilkukrotnie recytuje liczby 2-5-0-0-0. Zgodnie z niepotwierdzonymi plotkami, jest to kwota jaką Eldritch otrzymał po wygraniu sprawy sądowej, przeciwko byłym kolegom, o prawa do nazwy "The Sisterhood".
Utwór "Colours" został w jednej z wersji zaśpiewany przez Eldritcha, która została wydana później na stronie B singla "This Corrosion". Ostatecznie, wytwórnia posunęła się do dołączenia tego utworu jako bonusu na albumie Floodland zespołu The Sisters of Mercy, wbrew woli autora.
W utworze "Finland Red, Egypt White", zamiast śpiewu, Lucas Fox czyta specyfikację techniczną obsługi karabinu AK-47 (Kałasznikow).
Jeden z najbardziej znanych utworów, Sisters of Mercy "This Corrosion", który jest zawarty na "Floodland", pierwotnie został napisany z myślą o albumie "Gift".

## Efekty końcowe
Z całą pewnością, wydanie albumu pokrzyżowało plany Husseyowi oraz Adamsowi, zmuszając ich do przyjęcia nowej nazwy. Ich wybór padł na The Mission. Zespół o tej nazwie istnieje do chwili obecnej.
W tym miejscu należy dodać, że powszechnie znaną informacją, była planowana nazwa drugiego albumu The Sisters of Mercy, który miał nazywać się Left on Mission and Revenge.

## Dyskografia

### Giving Ground (1986)
A1. Giving Ground [RSV]

B1. Giving Ground [AV]

### Gift (1986)
1. Jihad (8:17)
2. Colours (8:03)
3. Giving Ground (7:31)
4. Finland Red, Egypt White (8:17)
5. Rain From Heaven (6:44)